# Нюстрём, Андерс
Андерс Нюстрём (род. 22 апреля 1975, Стокгольм, Швеция) — основатель и гитарист группы Katatonia. Помимо основного инструмента — лидер/ритм-гитара, в Katatonia также играет на клавишных, пишет тексты песен и аранжировки, является бэк-вокалистом и продюсирует группу вместе с Йонасом Ренксе.
Помимо Katatonia, активно участвует (вместе с Ренксе) в шведском дэт-проекте Bloodbath. С 1993 по 2004 годы играл в собственной 'one-man' группе Diabolical Masquerade, творчество которой было выдержано в стиле блэк-метал. В 1995 вместе с Vargher создал блэк-трэш-команду Bewitched, которую покинул в 1997-м.

## Персональная дискография

### Diabolical Masquerade
- Ravendusk in my Heart (1996)
- The Phantom Lodge (1997)
- Nightwork (1998)
- Death's Design (2001)

### Bewitched
- Diabolical Desecration (1996)
- Encyclopedia of Evil (1996)
- Pentagram Prayer (1997)

### Bloodbath
- Breeding Death (2000)
- Resurrection Through Carnage (2002)
- Nightmares Made Flesh (2004)
- Unblessing the Purity (2008)
- The Fathomless Mastery (2008)
- Grand Morbid Funeral (2014)
- The Arrow of Satan is Drawn (2018)
- Survival of the Sickest (2022)

## Инструменты

### Гитары
- Mayones Setius Gothic 'Blakkheim' Signature — электрическая (сделана специально для Нистрёма) (matte black)
- Mayones Regius-6 Gothic Blakkheim — электрическая (сделана специально для Нистрёма) (matte black)
- ESP/LTD Viper-1000 DELUXE — электрическая (flamed dark violet)
- Schecter S-1 Elite — электрическая (black cherry)
- Schecter S-1 Plus — электрическая (see through black)
- Fernandes Monterey Elite — электрическая (metallic black satin)
- Fernandes Racelle Elite — электрическая (black)
- Gibson SG-X — электрическая (dark wine burst)
- Epiphone Les Paul Studio — электрическая (cherry)
- ES S-88AN — электрическая (сделана специально для Нистрёма) (see through black, была похищена после выступления Bloodbath на Wacken Open Air 2005)

### Другое
- Matamp Valve Head — Custom 140 watt dual channel w/2 4x12 cabs
- Boss GT-3 — гитарный процессор
- Damage Control Demonizer — Dual tube preamplifier
- Skull Strings — (0.10 — 0.52) and (0.11 — 0.58)
- Nady PEM-500 — In-ear monitor system